# کتواسیدوز
کتواَسیدوز (به انگلیسی: Ketoacidosis) یک حالت متابولیک ناشی از تولید کنترل نشده اجسام کتونی است که باعث اسیدوز متابولیک می‌شود. در حالی که کتوز به هر گونه افزایش کتون‌های خون اشاره دارد، کتواسیدوز یک وضعیت پاتولوژیک خاص است که منجر به تغییر در pH خون می‌باشد و نیاز به مراقبت پزشکی دارد. شایع‌ترین علت کتواسیدوز، کتواسیدوز دیابتی است اما می‌تواند در اثر مصرف الکل، داروها، سموم و به ندرت گرسنگی ایجاد شود.

## علائم و نشانه‌ها
علائم کتواسیدوز بسته به علت زمینه ای متغیر است. شایع‌ترین علائم شامل حالت تهوع، استفراغ، درد شکم و ضعف است. نفس ممکن است بوی استون داشته باشد چرا که (استون) یک کتون فرّار است که می‌تواند در بازدم وجود داشته باشد. همچنین تنفس عمیق سریع یا تنفس کوسمال ممکن است برای جبران اسیدوز متابولیک به وجود آید. ممکن است تغییر وضعیت ذهنی نیز وجود داشته باشد اما در کتواسیدوز دیابتی بیشتر از کتواسیدوز الکلی می‌باشد.

## علل

تصویر: A: فیبر عضلانی،
B: اسیدهای آمینه
C: کبد
E: اسیدهای چرب
F: گلوکاگون
G: عروق خونی
فرایند شامل:
۱. کمبود انسولین منجر به آزاد شدن اسیدهای آمینه از فیبر عضلانی می‌شود. ۲. این اسیدهای آمینه در داخل کبد به گلوکز تبدیل می‌شوند.
3 گلوکز تولید شده در جریان خون فراوان می‌شود.
4 اسیدهای چرب و گلیسرول از بافت چربی آزاد می‌شوند که این مواد در داخل کبد به کتون تبدیل می‌شوند.
5 همراه با اسیدهای چرب و گلیسرول، گلوکز تولید شده از کمبود انسولین نیز در داخل کبد به کتون تبدیل می‌شود.
6 کتون‌های تولید شده در جریان خون فراوان می‌شوند. این رویه منجر به افزایش سطح قند خون، حالت تهوع، استفراغ، تشنگی، تولید بیش از حد ادرار و درد شکم می‌شود.

کتواسیدوز به دلیل تولید کنترل نشده اجسام کتون ایجاد می‌شود. معمولاً تولید کتون‌ها توسط چندین هورمون، از جمله مهمترین آن یعنی انسولین، به دقت کنترل می‌شود. اگر مکانیسم‌هایی که تولید کتون را کنترل می‌کنند نا موفق واقع شوند، سطح کتون ممکن است به‌طور چشمگیری افزایش یابد و باعث تغییرات خطرناکی در فیزیولوژی مانند اسیدوز متابولیک شود.

### دیابت
شایع‌ترین علت کتواسیدوز کمبود انسولین در دیابت نوع ۱ یا در مرحله بعد دیابت نوع ۲ است. این مورد کتواسیدوز دیابتی نامیده می‌شود و با هیپرگلیسمی، کم‌آبی و اسیدوز متابولیک مشخص می‌شود. سایر اختلالات الکترولیتی مانند هیپرکالمی و هیپوناترمی نیز ممکن است وجود داشته باشد. کمبود انسولین در جریان خون باعث آزاد شدن غیرقابل تنظیم اسیدهای چرب از بافت چربی می‌شود که اکسیداسیون اسیدهای چرب را به استیل CoA افزایش می‌دهد که برخی از آن به سمت کتوژنز (Ketogenesis)منحرف می‌شوند. این فرایند سطح کتون را به‌طور قابل توجهی بالاتر از آنچه در فیزیولوژی طبیعی دیده می‌شود، افزایش می‌دهد.

### الکل
کتواسیدوز الکلی ناشی از فیزیولوژی پیچیده‌است که معمولاً نتیجه مصرف طولانی و زیاد الکل در شرایط تغذیه نامناسب است. مصرف مزمن الکل می‌تواند باعث کاهش ذخایرگلیکوژن کبدی شود و متابولیسم اتانول باعث اختلال بیشتر در گلوکونئوژنز می‌شود. این می‌تواند در دسترس بودن گلوکز (درصد گلوکز خون) را کاهش دهد و منجر به هیپوگلیسمی و افزایش اتکا به متابولیسم اسیدهای چرب و کتون شود. یک عامل استرس‌زای اضافی مانند استفراغ یا کم‌آبی می‌تواند باعث افزایش هورمون‌های ضد تنظیمی مانند گلوکاگون، کورتیزول و هورمون رشد شود که ممکن است باعث افزایش بیشتر آزادسازی اسید چرب آزاد و تولید کتون شود. متابولیسم اتانول همچنین می‌تواند سطح اسید لاکتیک خون را افزایش دهد که همچنین ممکن است به اسیدوز متابولیک کمک کند.

### گرسنگی شدید
گرسنگی شدید یک علت نادر کتواسیدوز است که معمولاً باعث ایجاد کتوز بدون کتواسیدوز می‌شود. کتواسیدوز ناشی از گرسنگی، معمولاً در شرایط یک استرس متابولیک اضافی مانند بارداری، شیردهی یا بیماری حاد رخ می‌دهد.